# Jacob Chemla
Pour les articles homonymes, voir Chemla.
Jacob Chemla, né probablement en mai 1858 à Tunis et mort le 20 juillet 1938, est un céramiste tunisien et fondateur de l'atelier familial, actif à Tunis de 1880 à 1966.
Il est également une figure de la production journalistique et littéraire en judéo-arabe.

## Biographie
Jacob Chemla est le fils de Sadani Haï Chemla et Anna Cohen Boulakia.
D’origine djerbienne, Jacob Chemla est oukil (représentant légal des plaideurs) auprès du tribunal rabbinique de Tunis. Il participe à des œuvres philanthropiques, telle la Société de l'hôpital israélite dont il est l’un des membres fondateurs, ou la Société de secours matrimoniaux et la Société de l’assistance fraternelle, dont il est le secrétaire.

### Journaliste, écrivain et traducteur

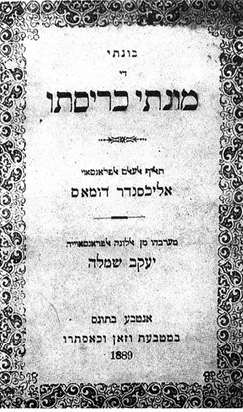
Première page du Comte de Monte-Cristo en judéo-arabe traduit par Chemla.

En 1878, il se lance dans le journalisme seul ou en association avec son beau-frère, Messaoud Maarek (he). Durant plus de trente ans, jusqu’en 1925, il participe à la floraison d’une presse judéo-arabe qui se déploie sur deux générations. Chemla est aussi écrivain et traducteur en judéo-arabe de classiques de la littérature. Il publie deux romans, Amour et malice en 1912 et Les Cœurs purs en 1923, traduit des ouvrages en hébreu, Les Juifs en Espagne au temps de l’Inquisition et surtout Le Comte de Monte-Cristo, livré d’abord en feuilleton puis en volume à partir des années 1880.
Il est sans doute aussi amateur de musique puisqu’il crée la société musicale El Allal.

### Céramiste reconnu
Il est surtout connu hors de Tunisie pour son activité de céramiste. Son père Haïm Chemla s'était vu confier par le bey, dès les années 1860, la collecte des impôts en nature (soit des poteries) auprès des artisans de Tunis, en échange de quoi il reversait au bey l'équivalent en espèces avant de revendre les poteries récoltées.
Jacob Chemla se lance dans cette activité dès 1881, date à laquelle il s’installe dans une échoppe de la place des Potiers à Tunis,. En 1887, le gouvernement tunisien lui délègue des architectes afin de faire renaître la céramique traditionnelle. Dans l'entre-deux-guerres, sa production est exportée en Algérie et aux États-Unis alors que l'entreprise participe et se voit primée aux expositions coloniales et universelles en 1925, 1931 et 1937. Ses carreaux de faïence décorent des maisons bourgeoises de Tunis, Sidi Bou Saïd et La Marsa et connaissent aussi le succès dans les cercles d'artistes de Californie : les carreaux de Jacob Chemla décorent ainsi des manoirs privés de Los Angeles ou des résidences, et même le tribunal du comté de Santa Barbara.
Chemla reçoit plusieurs distinctions dont des médailles d'or et d'argent et des mentions honorables à diverses expositions en France et à l'étranger, notamment à l'Exposition internationale des arts décoratifs et industriels modernes qui se tient en 1925 à Paris, ainsi que du gouvernement français quand il est nommé chevalier de la Légion d'honneur, le 28 mai 1926,,.
Il initie ses fils Victor (1892-1954), Albert (1894-1963) et Moïse alias Mouche (1897-1977) à ses activités. « Seule maison céramiste fonctionnant sous l'égide du gouvernement tunisien pour la reproduction des émaux arabes », la société installée route du Bardo à Tunis s'appelle alors « Les Fils de J. Chemla ».
Après le départ d'Albert pour l'Algérie dans les années 1930 et le décès de Victor, c'est Moïse qui lui succède à la tête de l'entreprise et perpétue le savoir-faire familial jusqu’en 1966,. Le président Habib Bourguiba lui commande ainsi, dans les années 1960, des panneaux de céramique pour les salons du palais présidentiel de Carthage.